# 고정궁

붉은색 선은 활동궁을, 연두색 선은 고정궁을 그리고 파란색 선은 변통궁을 연결하고 있는 도해.

점성술에서 고정궁(固定宮, fixed sign)은 안정과 결정, 심원함 그리고 지속성과 연관된다. 같은 양상의 사궁(四宮, quadruplicity)씩의 총합에 있어서, 고정궁은 종종 활동궁이나 변통궁보다 더 많은 것을 성취할 수 있을 정도로 강력하면서도 고집이 세다. 반면에, 그것들은 완고하고, 엄격하며, 완강하고, 독선적이며, 외골수이다. 그러한 특징들은 종종 "옮다"고 여겨질 필요성과 병행한다. 그것들은 그것들의 이익을 위해서라면 반대되는 어떠한 신념에도 개의치 않고 인정사정없이 분투할 것이다. 그들은 중요하거나 필요한 순간에만 의견의 변화를 고려할 것이다. 고정궁은 다음과 같다.
- 황소자리() : 북반구에서는 봄이고 남반구에서는 가을이다.
- 사자자리() : 북반구에서는 여름이고 남반구에서는 겨울이다.
- 전갈자리() : 북반구에서는 가을이고 남반구에서는 봄이다.
- 물병자리() : 북반구에서는 겨울이고 남반구에서는 여름이다.